# Henri Rosellen
Henr Rosellen (Parigi, 13 ottobre 1811 – Parigi, 20 marzo 1876) è stato un pianista, compositore e insegnante francese.

## Biografia
Il figlio del fabbricante di pianoforti François Eugène Rosellen ha studiato pianoforte e composizione al Conservatoire de Paris assieme a Louis-Barthélémy Pradher, Pierre Zimmermann, François-Joseph Fétis e Jacques Fromental Halévy. Prese lezioni private da Henri Herz. Dal 1830 in poi ebbe un discreto successo sia come pianista che come insegnante di musica. Tra le altre cose, scrisse un manuale di pianoforte ( "Manuel du pianiste" ) anche se ottenne un successo migliore come compositore. Seguendo i passi di Franz Hünten, si è concentrato sulla composizione di brani per pianoforte efficaci, ma di facile esecuzione. Ha spesso utilizzato estratti di opere contemporanee di compositori come Donizetti, Bellini o Meyerbeer, che ha rielaborato per pianoforte. Questo lo rese un compositore molto suonato del suo tempo e gli portò prosperità materiale. Tuttavia, la recensione musicale contemporanea lo considerava per lo più un esigo compositore.